# Арвидссон, Грета
Грета Арвидссон (швед. Greta Arwidsson; 5 июля 1906, Уппсала — 31 января 1998, лен Стокгольм) — шведский археолог и архивист, первая женщина — преподаватель археологии в Швеции.

## Биография
Грета Арвидссон родилась в 1906 году в Уппсале. Её отец, Ивар Арвидссон, был преподавателем зоологии в Уппсальском университете. Кроме того, он занимался изучением древних методов и орудий рыбной ловли для Музея северных стран. Его жена, Анна Арвидссон, также принимала участие в этой исследовательской деятельности. В 1936 году отец и мать Греты умерли, и Грета осталась одна с двумя братьями.
Изначально Грета собиралась стать учительницей, и лишь в 1930 году, уже имея степень бакалавра, она начала изучать археологию скандинавских стран под руководством профессора Суне Линдквиста. Вместе с ним она принимала участие в археологических экспедициях, где, в частности, изобрела способ извлекать артефакты из земли, не повредив их, при помощи расплавленного парафина. В 1932 году она опубликовала свою первую статью о находках в Вальсгерде. Впоследствии Грета Арвидссон защитила диссертацию, темой которой стали узоры на оружии и щитах, найденных в погребальных ладьях при её участии. Работая над темой, она совершила в 1938—1939 годах поездку по разным странам Европы, с целью посетить музеи Германии, Нидерландов, Бельгии, Франции и Великобритании и, несмотря на напряжённую предвоенную обстановку, успела собрать большое количество фактического материала. Защитив диссертацию, она стала преподавателем археологии в Уппсальском университете.
В 1946 году Грета Арвидссон получила место главного архивиста и хранителя культурного наследия Готланда, став первой женщиной, занявшей должность такого рода. Переехав в Готланд, Арвидссон много сделала для сохранения и восстановления готландских исторических памятников, в том числе городской стены Висбю. Она также продолжала заниматься археологическими изысканиями: вначале в Готланде, а затем на острове Ловён, где было обнаружено крупное захоронение. В 1954 году, когда освободилась должность преподавателя археологии в Стокгольмском колледже (ныне университет), Арвидссон подала заявку и получила назначение. Позднее, с 1958 по 1961 год, она также была деканом гуманитарного факультета и членом правления университета. В 1963 году она стала членом Королевской Шведской академии словесности, истории и древностей, в 1974 году — членом лондонского Королевского общества древностей, а в 1978 году — членом Германского археологического института.
Выйдя в 1973 году на пенсию, Грета Арвидссон продолжила начатое ранее исследование археологических находок в Вальсгерде и опубликовала ряд работ на эту тему. Кроме того, она собрала, проанализировала и обобщила все имевшиеся ранее материалы по захоронениям в Бирке, и, дополнив их собственными исследованиями, опубликовала в трёх томах, последний из которых вышел в 1989 году.
Грета Арвидссон умерла в 1998 году в возрасте 92 лет и была похоронена в Уппсале.